# Indifferenzprinzip
Das Indifferenzprinzip (auch Prinzip vom unzureichenden Grund genannt) der Wahrscheinlichkeitstheorie besagt, dass bei {\displaystyle n>1} unterscheidbaren und sich gegenseitig ausschließenden Ereignismöglichkeiten die Eintrittswahrscheinlichkeit jedes Ereignisses ohne Vorliegen weiterer Informationen mit {\displaystyle p=1/n} (Laplace-Wahrscheinlichkeit, Laplace-Formel) anzusetzen ist, d. h. eine diskrete Gleichverteilung angenommen wird.
Es wurde von Pierre-Simon Laplace 1812 in seinem Werk Théorie Analytique des Probabilités behandelt. Das Prinzip basiert auf der Symmetrieüberlegung, nach der die einzelnen Ereignisse, welche im Sinne der Wahrscheinlichkeitstheorie die gleichen Eigenschaften haben, untereinander austauschbar sind. Daher muss auch ihre Auftretenswahrscheinlichkeit gleich sein.
Das Indifferenzprinzip spielt in den Abhandlungen über logische Wahrscheinlichkeiten eine zentrale Rolle. Bei Rudolf Carnap und Wolfgang Stegmüller (1958) wird es so formuliert: „Wenn keine Gründe dafür bekannt sind, um eines von verschiedenen möglichen Ereignissen zu begünstigen, dann sind die Ereignisse als gleich wahrscheinlich anzusehen.“
Ein Beispiel ist das Zufallsexperiment der Ziehung einer Kugel mit einer Nummer. Es sind drei Kugeln mit den Zahlen 1 bis 3 vorhanden. Das Zufallsexperiment besteht nun aus dem Ziehen einer Kugel aus dieser Menge. Die möglichen Einzelereignisse lauten:
- Die gezogene Kugel zeigt die Zahl 1.
- Die gezogene Kugel zeigt die Zahl 2.
- Die gezogene Kugel zeigt die Zahl 3.

Da nichts weiter bekannt ist, ist nach dem Indifferenzprinzip für das Auftreten jedes der obigen Ereignisse die Wahrscheinlichkeit {\displaystyle p=1/3} anzusetzen. Dies entspricht auch dem allgemeinen Empfinden, dass bei einer solchen Ziehung die Wahrscheinlichkeit, dass eine bestimmte Kugel gezogen wird, für alle Kugeln gleich ist.